# Vallorcine
Vallorcine é uma comuna francesa na região administrativa de Auvérnia-Ródano-Alpes, no departamento da Alta Saboia. Estende-se por uma área de 44.57 km². Em 2010 a comuna tinha 416 habitantes (densidade: 9,3 hab./km²).